# Рюбецаль

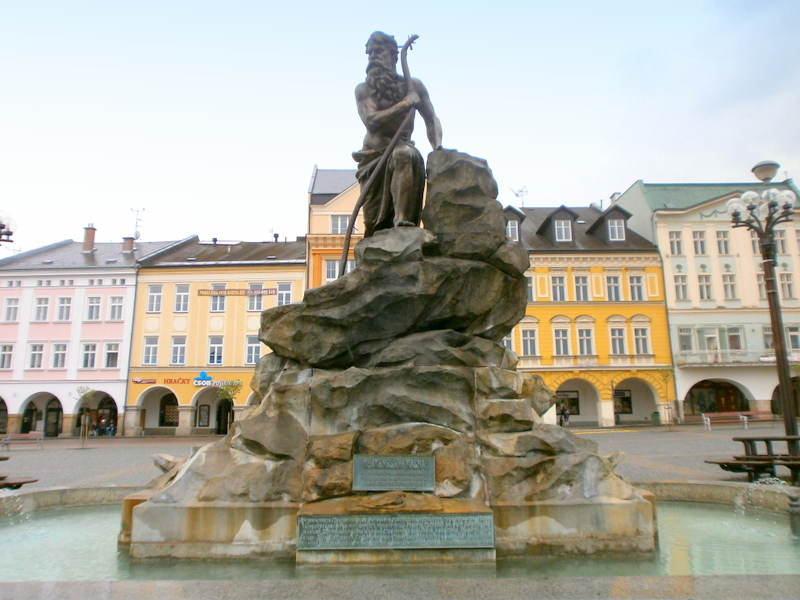
Фонтан «Краконош» на главной площади Трутнова

Рюбеца́ль (нем. Rübezahl, чеш. Rýbrcoul, пол. Liczyrzepa) или Краконош (Крконош, чеш. Krakonoš) — дух гор Крконош в Силезии и Богемии, олицетворение горной непогоды; играет большую роль в немецкой и чешской народной поэзии. Считается добродушным, но вспыльчивым; хорошим людям помогает, злым причиняет разные неприятности; сбивая с пути, наталкивая на пропасти и т. д.
Впервые появляется в немецких легендах и сказаниях в XV веке, позднее в чешских. Известность за пределами Силезии получил после публикации «Народных сказок немцев» Музеуса, где были приведены несколько литературных обработок этих сказаний. Наиболее известная из сказок Музеуса обыгрывает этимологию имени «Рюбецаль», что буквально означает «считающий репу»:

Репный король украл настоящую человеческую принцессу и утащил её в свое царство, под землю. Принцесса тосковала одна, скучала по своим придворным дамам, по своим любимым собачкам… Повелитель реп вздумал её утешить: одну репку превратил в такую-то придворную даму, другую — в другую, сделал всех; из маленьких репок сделал собачек, точь-в-точь как те, настоящие. Принцесса была в восторге. Но не долго длилась радость. Через три дня стали сохнуть и на глазах вянуть молоденькие дамы; одряхлели собачки, так что с подушек уж не могли вставать… Собачья эта старость, неестественно быстрая (только три дня!) объяснялась тем, что и собаки, и фрейлины — были репные.— Зинаида Гиппиус
Известно более дюжины немецких опер на сюжет сказки Музеуса о повелителе реп (за авторством Шустера, Вебера, Конради, Шпора, Флотова и др.) Опера Вебера была поставлена в 1805 г. в главном городе Силезии — Бреслау. Возможно, одна из этих опер послужила для Пушкина источником сюжета «Руслана и Людмилы». От юношеской оперы Малера «Рюбецаль» (1879-83) сохранилось только либретто. У немецкой диско-группы Dschingis Khan есть песня Rübezahl, в которой рассказывается легенда о Рюбецале и принцессе.
Ты, Рюбецаль, над горной стороною 

Раскатистым копытом простучи 

И, промелькнувши чёлкой вороною, 

Шальной поток внезапно протопчи! 